# Jean-Pierre Béluze
Pour les articles homonymes, voir Béluze.
Jean-Pierre Béluze, né le 18 mai 1821 à Montagny (Loire) et mort le 29 février 1908 à Meudon (Seine-et-Oise), est un militant communiste cabétiste, à partir de 1846, puis associationniste. Il est à l'origine de la Société du Crédit au travail (de septembre 1863 à novembre 1868), qui sera à l'initiative du mouvement coopératif.

## Biographie
Il remplace Cabet à partir de son exil londonien en 1848 et devient de fait administrateur et rédacteur du journal Le Populaire. Ce mouvement fouriériste en en tant qu'association, proudhonien en tant que coopération est à l'origine des coopératives ouvrières que l'on a vu fleurir en 1848, sur les 300 que relève l'Almanach. Il s’agit de « réunir les épargnes des travailleurs pour les prêter à d’autres travailleurs qui les fassent fructifier par le travail, l’économie et la prévoyance  à la fois une caisse d’épargne pour les travailleurs et une banque pour les sociétés coopératives ». Les coopératives périclitant, la société n'y survit pas.